# Bangladesz na Letnich Igrzyskach Olimpijskich 2004
Bangladesz na Letnich Igrzyskach Olimpijskich 2004 reprezentowało 4 zawodników, 3 mężczyzn i 1 kobieta.

## Skład kadry

### Lekkoatletyka
| Zawodnik            | Konkurencja   | Kwal. | Kwal. | Ćwierćfinał           | Ćwierćfinał           | Półfinał              | Półfinał              | Finał                 | Finał                 |
| Zawodnik            | Konkurencja   | Wynik | Poz.  | Wynik                 | Poz.                  | Wynik                 | Poz.                  | Wynik                 | Poz.                  |
| ------------------- | ------------- | ----- | ----- | --------------------- | --------------------- | --------------------- | --------------------- | --------------------- | --------------------- |
| Mohammad Shamsuddin | bieg na 100 m | 11.13 | 70    | → Nie awansował dalej | → Nie awansował dalej | → Nie awansował dalej | → Nie awansował dalej | → Nie awansował dalej | → Nie awansował dalej |

### Pływanie
| Zawodnik       | Konkurencje          | Kwal.   | Kwal. | Półfinał               | Półfinał               | Finał                  | Finał                  |
| Zawodnik       | Konkurencje          | Wynik   | Poz.  | Wynik                  | Poz.                   | Wynik                  | Poz.                   |
| -------------- | -------------------- | ------- | ----- | ---------------------- | ---------------------- | ---------------------- | ---------------------- |
| Ahmed Md Jewel | 50 m stylem dowolnym | 1:25.47 | 63    | → Nie awansował dalej  | → Nie awansował dalej  | → Nie awansował dalej  | → Nie awansował dalej  |
| Doli Akhter    | 50 m stylem dowolnym | 1:30.72 | 61    | → Nie awansowała dalej | → Nie awansowała dalej | → Nie awansowała dalej | → Nie awansowała dalej |

### Strzelectwo
| Zawodnik  | Konkurencja               | Kwalifikacje | Kwalifikacje | Finał                 | Finał                 |
| Zawodnik  | Konkurencja               | Wynik        | Miejsce      | Wynik                 | Miejsce               |
| --------- | ------------------------- | ------------ | ------------ | --------------------- | --------------------- |
| Asif Khan | Karabin pneumatyczny 10 m | 587          | 35           | → Nie awansował dalej | → Nie awansował dalej |